# Snezhnik Gljaciologov
Snezhnik Gljaciologov (englische Transkription von russisch Снежник Гляциологов Sneschnik Gljaziologow, deutsch ‚Glaziologenschneefeld‘) ist ein Schneefeld im ostantarktischen Mac-Robertson-Land. In den Amery Peaks der Aramis Range in den Prince Charles Mountains liegt es auf der Südostseite des Mount McKenzie.
Russische Wissenschaftler benannten es.